# Kanton Roubaix-Ouest
Kanton Roubaix-Ouest (francouzsky Canton de Roubaix-Ouest) je francouzský kanton v departementu Nord v regionu Nord-Pas-de-Calais. Tvoří ho tři obce.

## Obce kantonu
- Croix
- Roubaix (západní část)
- Wasquehal